# العمدة (فلم 2020)
العمدة (بالإنجليزية: Mayor) هو فيلم وثائقي أمريكي اُنتج في عام 2020 من إخراج و إنتاج ديفيد أوسيت.
تم عرض العمدة لأول مرة في مارس 2020 في مهرجان True/False Film Fest، وهو واحد من مهرجانات الأفلام الأخيرة الذي استمر كما هو مقرر في النصف الأول من عام 2020 على الرغم من وباء فيروس كورونا.

## روابط خارجية
- مقالات تستعمل روابط فنية بلا صلة مع ويكي بيانات